# Matthias Haase
Matthias Haase (* 16. August 1957 in Minden) ist ein deutscher Schauspieler und Synchronsprecher.
Haase studierte Schauspiel in Hannover an der Hochschule für Musik und Theater. Er war von 1984 bis 1990 im Schauspielhaus in Köln engagiert und spielte in zahlreichen Klassikern mit. Außerdem ist er in vielen Film- und Fernsehproduktionen zu sehen.
Haase wirkte bei über 500 deutschen Hörspielen mit. Bekannt wurde er unter anderem als Off-Stimme der RTL-Sendung Stern TV. Außerdem ist er bei weiteren Fernsehsendungen tätig wie zum Beispiel Menschen, Tiere & Doktoren und Die ultimative Chartshow.

## Hörspiele (Auswahl)
- 1985: Nikolai von Michalewsky: Bei Bildausfall Mord (Hoberg) – Regie: Andreas Weber-Schäfer (Original-Hörspiel, Kriminalhörspiel – WDR)
- 1991/92 J. R. R. Tolkien: Der Herr der Ringe – Regie: Bernd Lau (Hörspiel Der Hörverlag)
- 1995: Bram Stoker: Dracula – Regie: Annette Kurth (Hörspiel – WDR)
- 1996: Alfred Marquart: Sherlock Holmes und die Whitechapel-Morde – Regie: Patrick Blank (Hörspiel – SWF)
- 2003: Alex Capus: Fast ein bißchen Frühling – Regie: Annette Kurth (Hörspiel WDR)
- 2009: Robert Erskine Childers: Das Rätsel der Sandbank – Regie: Boris Heinrich (WDR)
- 2010: Hugo Rendler: It’s your turn – Regie: Marti Zylka (Kriminalhörspiel – WDR)
- 2013: Nii Parkes: Die Spur des Bienenfressers – Regie: Thomas Leutzbach (Hörspiel – WDR)
- 2014: Elfriede Jelinek: Die Schutzbefohlenen – Regie: Leonhard Koppelmann (Hörspiel – BR/ORF)
- 2014: Dietmar Dath: Largoschmerzen (Holger Rius) – Regie: Leonhard Koppelmann (Hörspiel – BR)